# Xu Kai
Xu Kai (chino simplificado: 许凯, chino tradicional: 許凱, pinyin: Xǔ Kǎi) es un actor y modelo chino.

## Carrera
Es miembro de la agencia "Huanyu Film" desde el 2016.
En 2013, ganó un concurso de modelos de anuncios impresos celebrado en Guangzhou.
En enero del 2018 se unió al elenco recurrente de la serie Untouchable Lovers donde interpretó a Shen Yu, el guardaespaldas de Rong Zhi (Song Weilong) y el interés romántico de Qing Yue (Wu Jiayi).
El 7 de julio del mismo año se unió al elenco principal de la serie Story of Yanxi Palace donde dio vida a Fucha Fuheng, el líder de la Guardia Imperial y el hermano menor de la Emperatriz Xiaoxianchun (Qin Lan). Fuheng se enamora de Wei Yingluo (Wu Jinyan), una de las concubinas del Emperador, por quien está dispuesto a dar su vida, hasta el final de la serie en octubre del mismo año.
Ha participado en una sesiones fotográfica para la revista "ELLE" junto a Wu Jinyan, así como para "FHM".
El 28 de enero del 2019 se unió al elenco principal de la serie The Legends donde interpretó a Li Chen Lan, el hijo del Rey Demonio y el interés romántico de Zhao Yao (Bai Lu), hasta el final de la serie el 3 de abril del mismo año.
El 6 de agosto del mismo año se unió al elenco principal de la serie Arsenal Military Academy donde dio vida al soldado Gu Yanzhen, hasta el final de la serie el 6 de septiembre del mismo año.
El 12 de noviembre del mismo año se unió al elenco principal de la serie Once Upon a Time in Lingjian Mountain (también conocida como "Spirit Sword Mountain" / 从前有座灵剑山) donde interpretó Wang Lu, un hombre joven y justo que se convierte en discípulo de la secta "Spirit Blade", hasta el final de la serie el 5 de diciembre del mismo año.
El 8 de julio de 2020 se unió al elenco principal de la serie Dance of the Sky Empire (también conocida como "Dance of the Empire") donde dio vida a Li Xuan, hasta el final de la serie el 30 de julio del mismo año.
El 15 de abril de 2021 se unió al elenco principal de la serie Court Lady (大唐女儿行, también conocida como "Ode to Daughter of Great Tang") donde interpretó a Cheng Chumo, un joven que trabaja duro para convertirse en un oficial como una forma de probarse a sí mismo.
Ese mismo año se unió al elenco recurrente de la serie Zhaoge donde dio vida al general Yang Jian, la mano derecha del noble Jiang Ziya (Lin Youwei) y el general más fuerte del estado Xiqi.
Así como al elenco de la serie You’re Beautiful When You Smile (你微笑時很美, también conocida como "Falling into Your Smile") donde interpretó a Lu Sicheng.
Y al elenco principal de la serie Ancient Love Poetry (también conocida como "The Legend of Gu and Jue (古玦传)") donde dio vida a Bai Jue.
El 22 de febrero de 2022 se unió al elenco principal de la serie Royal Feast (尚食) donde interpretará a Lu Xingqiao, el drama también muestra los logros históricos y la vida familiar de tres destacados emperadores de la dinastía Ming, retratando una Ciudad Prohibida gourmet llena de afecto familiar, amistad, amor y humanidad.
Este mismo año se unió al elenco principal de la serie She and Her Perfect Husband o ella y su perfecto marido (爱的二八定律) donde dará vida a Yang Hua. Esta, presenta la historia de Qin Wei, el hermano de Qin Shi, cambia en secreto el estado matrimonial de Qin Shi sin su permiso, creando así un marido ficticio para ella. Sin saber nada, Qin Shi es contratada y su destacada actuación obtiene la aprobación del fundador, Lao Jin.

## Filmografía

### Series de televisión
| Año  | Título                                | Papel                                  | Cadena             | Notas            | Ref           |
| ---- | ------------------------------------- | -------------------------------------- | ------------------ | ---------------- | ------------- |
| 2018 | Untouchable Lovers                    | Shen Yu                                | Hunan TV           | Papel Secundario |               |
| 2018 | Story of Yanxi Palace                 | Fuca Fu Heng                           | iQiyi              | Papel Principal  |               |
| 2019 | The Legends                           | Mo Qing / Li Chen Lan/ Little Monster  | Hunan TV           | Papel Principal  |               |
| 2019 | Arsenal Military Academy              | Gu Yan Zhen                            | iQiyi              | Papel Principal  |               |
| 2019 | Once Upon a Time in Lingjian Mountain | Wang Lu                                | iQiyi              | Papel Principal  |               |
| 2020 | Dance of the Sky Empire               | Li Xuan                                | iQiyi              | Papel Principal  |               |
| 2021 | Court Lady                            | Sheng Chu Mu                           | Tencent            | Papel Principal  | [ 25 ]        |
| 2021 | Ancient Love Poetry                   | Qing Mu \| Bo Xuan                     | Youku, Tencent     | Papel Principal  | [ 26 ]        |
| 2021 | Falling Into Your Smile               | Lu Si Cheng / Cheng Ge / ZGDX_Chessman | Youku, Tencent     | Papel Principal  |               |
| 2022 | Royal Feast                           | Zhu Zhan Ji                            | Mango TV, Hunan TV | Papel Principal  |               |
| TBA  | She and Her Perfect Husband           | Yang Hua                               | Tencent, Hunan TV  | Papel Principal  | [ 27 ] [ 28 ] |
| TBA  | Lost in the Kunlun Mountains          | Ding Yun Qi                            |                    | Papel Principal  |               |
| TBA  | Snow Eagle Lord                       | Dongbo Xueying                         | Tencent            | Papel Principal  | [ 29 ]        |
| TBA  | Le You Yuan                           | Li Yi, Principe Qin                    | Tencent            | Papel Principal  | [ 30 ]        |
| TBA  | Zhaoge                                | Gral. Yang Jian                        | iQiyi, Sohu TV     | Papel Principal  |               |

### Películas
| Año  | Título            | Papel         | Notas            |
| ---- | ----------------- | ------------- | ---------------- |
| 2019 | Autumn Fairy Tale | Han Tai       | Papel Principal  |
| 2021 | 1921              | Shen Yan Bing | Papel Secundario |

### Programas de televisión
| Año  | Título                 | Cadena             | Notas             |
| ---- | ---------------------- | ------------------ | ----------------- |
| 2018 | Happy Camp             | Hunan TV, Mango TV | Invitado          |
| 2019 | Keep Running: Season 7 | Zhejiang TV        | Invitado (Ep. 6)  |
| 2019 | Youth Periplous        | Zhejiang TV        | Invitado (Ep.2)   |
| 2019 | Real Actor             | Youku              | Invitado (Ep 13)  |
| 2019 | Happy Camp             | Hunan TV, Mango TV | Invitado          |
| 2020 | Happy Camp             | Hunan TV, Mango TV | Invitado          |
| 2021 | Keep Running: Season 9 | Hunan TV, Mango TV | Invitado (Ep. 10) |
| 2021 | Happy Camp             | Hunan TV, Mango TV | Invitado          |

### Anuncios/Endorsos
| Año  | Título                  | Notas               |
| ---- | ----------------------- | ------------------- |
| 2020 | Adidas Neo              | junto a Song Yanfei |
| 2020 | EltaMD’s Sunscreen Line | (Portavoz)          |
| 2021 | Peace Beijing           | (Portavoz)          |

### Revistas / sesiones fotográficas
| Año  | Título                                                           | Notas                                          |
| ---- | ---------------------------------------------------------------- | ---------------------------------------------- |
| 2019 | ELLE x Chanel - "Love Present"                                   |                                                |
| 2019 | InStyle China                                                    | (publicación #556)                             |
| 2019 | Harper’s Bazaar China - "Chinese Valentine’s Day (Qixi) Special" | (publicación digital)                          |
| 2019 | YOHO! Magazine                                                   | (publicación de octubre)                       |
| 2019 | VogueMe China                                                    | junto a Li Yitong - (publicación de diciembre) |
| 2020 | SUPER Magazine                                                   | junto a Maggie Q - (publicación de enero)      |
| 2020 | GQ China                                                         | (publicación de enero)                         |
| 2020 | ELLE China                                                       | (publicación de marzo)                         |
| 2021 | Madame Figaro China                                              | (publicación de febrero)                       |

### Eventos
| Año  | Título                                           | Notas       |
| ---- | ------------------------------------------------ | ----------- |
| 2019 | FIBA Basketball World Cup                        | en Shanghai |
| 2019 | Tiffany & Co.’s "Vision & Virtuosity" Exhibition |             |
| 2019 | Roger Dubuis Brand Event                         | en Shanghai |
| 2019 | Once Upon A Time In Lingjian Mountain Fanmeet    |             |
| 2019 | Esquire China’s 16th Man At His Best Award       |             |
| 2019 | 2020 iQiYi Scream Night                          |             |
| 2019 | 2019 Tencent Video Star Awards                   |             |
| 2019 | Tiffany & Co. Event                              | en Shanghai |
| 2020 | CCTV Chinese New Year Gala Programme             |             |

## Discografía

### Singles
| Año  | Título             | Álbum                             | Notas          |
| ---- | ------------------ | --------------------------------- | -------------- |
| 2019 | "Entering a Dream" | OST de "Arsenal Military Academy" | junto a Bai Lu |

### Otras interpretaciones
| Año  | Título | Álbum                                                  | Notas                  |
| ---- | ------ | ------------------------------------------------------ | ---------------------- |
| 2019 | 战疫   | Lanzado por China Federation of Literary & Art Circles | junto a otros artistas |

## Premios y nominaciones
| Año  | Premio                                                       | Categoría                    | Trabajo                                                                       | Resultado |
| ---- | ------------------------------------------------------------ | ---------------------------- | ----------------------------------------------------------------------------- | --------- |
| 2018 | 7th iQiyi All-Star Carnival                                  | Premio al actor prometedor   |                                                                               | Ganador   |
| 2018 | 12th Tencent Video Star Awards                               | Premio DOKI Nueva Fuerza     |                                                                               | Ganador   |
| 2019 | 6th The Actors of China Award Ceremony                       | Mejor actor (serie web)      | Arsenal Military Academy                                                      | Nominado  |
| 2019 | 6th Hengdian Film and TV Festival of China (Wenrong Awards)  | Mejor actor                  | Arsenal Military Academy                                                      | Ganador   |
| 2019 | StarHub Night of Stars 2019                                  | Mejor actor (China)          | Arsenal Military Academy                                                      | Ganador   |
| 2019 | Golden Bud - The Fourth Network Film And Television Festival | Mejor actor                  | The Legends, Arsenal Military Academy , Once Upon a Time in Lingjian Mountain | Nominado  |
| 2019 | 8th iQiyi All-Star Carnival                                  | Actor de drama más popular   |                                                                               | Ganador   |
| 2019 | 16th Esquire Man At His Best Awards                          | Actor de televisión del año  |                                                                               | Ganador   |
| 2019 | Tencent Video All Star Awards                                | Figura de moda del año       |                                                                               | Ganador   |
| 2020 | Tencent Video All Star Awards                                | Mejor actor de salto del año |                                                                               | Ganador   |
| 2020 | 17th Esquire Man At His Best Awards                          | Artista innovador del año    |                                                                               | Ganador   |